# Little Lotta
Little Lotta est un personnage de comics publiés par Harvey Comics.

## Personnage
Little Lotta est une petite fille qui a pour principale caractéristique de manger énormément. Cela lui donne une force surhumaine qu'elle met au service des autres ce qui lui vaut d'être admirée par ses camarades. Elle a un amoureux nommé Gerald qui est l'opposé de Little Lotta. Il est maigre, porte des lunettes et est timide. Tous deux se déguisent parfois en super-héros et Little Lotta devient alors Leaping Lotta.

## Publications
Little Lotta apparaît pour la première fois dans le premier numéro de Little Dot en 1953. Elle reste quelque temps un personnage secondaire qui a parfois ses propres aventures ou qui rejoint Little Dot, Little Audrey, Richie Rich ou Gloria. En 1955, elle est la vedette d'un comics à son nom. Celui-ci dure jusqu'en 1976 et s'achève au numéro 120. Une série dérivée intitulée Little Lotta Foodland lui est aussi consacrée de 1962 à 1968. De 1976 à 1982, elle apparaît dans des séries secondaires d'autres comics de Harvey. En 1982, Harvey Comics cesse de publier des comics et le personnage disparaît. Il revient en 1986, disparaît quand Harvey cesse de nouveau d'éditer des comics et réapparaît au début des années 1990 avant de disparaitre définitivement en même temps que tous les personnages de Harvey Comics,.

## Auteurs
Little Lotta est créée probablement par Warren Kremer. Elle a été dessinée par Howard Post et surtout par Sid Couchey et Dom Sileo.